# Rosseliana rosselii
Rosseliana rosselii is een mosdiertjessoort uit de familie van de Antroporidae. De wetenschappelijke naam van de soort is, als Flustra rosselii, voor het eerst geldig gepubliceerd in 1826 door Audouin.